# Triconolestes
Triconolestes is een geslacht van uitgestorven eutriconodonte zoogdieren uit de Morrison-formatie uit het Laat-Jura, aanwezig in stratigrafische zones 4. 

## Naamgeving
De typesoort Triconolestes curvicuspis werd in 1998 benoemd door George Engelmann en George Calliston. De geslachtsnaam betekent — vermoedelijk, want er werd geen etymologie gegeven — 'driekegelrover' in het Grieks, als verwijzing naar de Triconodonta. De soortaanduiding betekent 'met de gebogen knobbels'.
Het holotype is DINO 10780, een gebroken stuk onderste kies gevonden in het Dinosaur National Monument. Vermoedelijk gaat het om het mesiale deel van een linkerkies.

## Beschrijving
De kies, in zijaanzicht iets breder dan een millimeter, bewaart drie knobbels. Een klein knobbeltje bevindt zich aan de mesiale rand. Knobbels a en b zijn naar achteren gekromd. In het midden van de kies bevindt zich een enkele knobbel b aan de (volgens de beschrijvers) distale rand. Deze knobbel is anderhalfmaal hoger dan knobbel a en heeft veel meer volume. Andere onderzoekers denken echter dat het de mesiale rand is en draaien de kies dus om. Een knobbel e en f lijken te ontbreken op de middellijn.

## Fylogenie
Bekend van slechts een enkele kies, is het een klein zoogdier dat doorgaans wordt beschouwd als een amphilestide. Het is echter ook vergeleken met Argentoconodon, die is beschouwd als een volaticotheride die verband houdt met zwevende zoogdieren zoals Volaticotherium en Ichthyoconodon.